# Quellgebiet Swistbach
Das Naturschutzgebiet Quellgebiet Swistbach liegt im Landkreis Ahrweiler in Rheinland-Pfalz.
Das etwa 87 ha große Gebiet, das im Jahr 1986 unter Naturschutz gestellt wurde, erstreckt sich nordöstlich der Ortsgemeinde Kalenborn entlang des Swistbaches, direkt an der am östlichen Rand vorbeiführenden B 257. Unweit südlich verläuft die Landesstraße L 78 und unweit nordwestlich verläuft die Landesgrenze zu Nordrhein-Westfalen.
Schutzzweck ist die Erhaltung und Entwicklung des Quellgebietes des Swistbaches mit den angrenzenden Feuchtwiesen als Standort seltener, in ihrem Bestand bedrohter wildwachsender Pflanzen und Pflanzengesellschaften sowie als Lebensraum seltener, in ihrem Bestand bedrohter Tierarten.